# Marina (Schiff, 1971)
Die Marina war ein 1971 als Green Ace in Dienst gestelltes Fährschiff der griechischen Reederei GA Ferries. Sie stand von 1990 bis 2009 in griechischen Gewässern im Einsatz und wurde 2011 nach zwei Jahren Liegezeit im türkischen Aliağa abgewrackt.

## Geschichte
Die Green Ace wurde am 1. April 1971 unter der Baunummer 162 in der Werft von Kanda Zosensho in Kure auf Kiel gelegt und lief am 25. August 1971 vom Stapel. Nach der Übergabe an die in Hiroshima ansässige Reederei Hiroshima Green Ferry am 15. Dezember 1971 nahm das Schiff am 24. Dezember den Fährdienst von Hiroshima nach Osaka auf. Es war die erste Einheit der 1970 gegründeten Reederei.
Im April 1982 ging die Green Ace in den Besitz von Diamond Ferry über und stand fortan als Okudogo No 6 zwischen Kōbe, Matsuyama und Ōita im Einsatz. Dort verblieb die Fähre bis Juli 1990, ehe sie als Marina an GA Ferries nach Griechenland verkauft wurde.
Nach langwierigen Umbauarbeiten in Perama nahm die optisch nun stark veränderte Marina 1994 den Fährdienst von Piräus nach Rhodos auf. Am 30. Dezember 2008 erlitt das Schiff leichte Beschädigungen, als es von einer Welle getroffen und gegen eine Kaimauer gedrückt wurde. Im Juni 2009 folgte die Verlegung der Fähre auf die Strecke von Piräus nach Syros, Mykonos, Ikaria, Fourni und Samos, auf der sie aufgrund der Insolvenz von GA Ferries jedoch nur für drei Monate verblieb.
Ab September 2009 lag das Schiff zusammen mit den anderen Einheiten der ehemaligen GA-Ferries-Flotte als Auflieger im Hafen von Piräus. Nach zwei Jahren Liegezeit wurde die vierzig Jahre alte Marina zum Abbruch in die Türkei verkauft und traf am 3. September 2011 unter Schlepphilfe bei den Abwrackwerften von Aliağa ein. Zwei Tage später erfolgte das Stranden des Schiffes zum Abbruch.